# Zonsverduisteringen van 2071 t/m 2080
De periode 2071 t/m 2080 bevat 22 zonsverduisteringen. Deze zijn onderverdeeld in de volgende typen:
- 8 totale
- 7 ringvormige
- 0 hybride
- 7 gedeeltelijke

## Overzicht
Onderstaand overzicht bevat alle details van deze zonsverduisteringen.
| Datum        | UTC op Max | Type         | Stijl    | Saros nr | Magni- tude | Lengte op Max | Regio's in het gehele eclipsgebied                  | Regio's met het eclipspad                                                           |
| ------------ | ---------- | ------------ | -------- | -------- | ----------- | ------------- | --------------------------------------------------- | ----------------------------------------------------------------------------------- |
| 31 mrt. 2071 | 15:01:05   | ringvormig   | centraal | 140      | 0.992       | 00m52s        | Zuid-Amerika, Afrika, zuidpoolgebied                | Chili, Argentinië, Paraguay, Brazilië, Congo, Zaire                                 |
| 23 sep. 2071 | 17:20:28   | totaal       | centraal | 145      | 1.033       | 03m11s        | Noord-Amerika, Zuid-Amerika, Afrika                 | Mexico, Colombia, Venezuela, Guyana, Suriname, French Guiana, Brazilië              |
| 19 mrt. 2072 | 20:10:31   | gedeeltelijk |          | 150      | 0.720       | -             | zuidpoolgebied, Zuid-Amerika                        |                                                                                     |
| 12 sep. 2072 | 08:59:20   | totaal       | centraal | 155      | 1.056       | 03m13s        | Groenland, Europa, Azië                             | Rusland                                                                             |
| 7 feb. 2073  | 01:55:58   | gedeeltelijk |          | 122      | 0.677       | -             | Azië, Alaska                                        |                                                                                     |
| 3 aug. 2073  | 17:15:22   | totaal       | centraal | 127      | 1.029       | 02m29s        | Zuid-Amerika, zuidpoolgebied                        | Chili, Argentinië                                                                   |
| 27 jan. 2074 | 06:44:14   | ringvormig   | centraal | 132      | 0.980       | 02m21s        | Afrika, Azië, Indië                                 | Sudan, Ethiopia, Somalië, Sri Lanka, Myanmar, Thailand, Laos, Vietnam, China, Japan |
| 24 juli 2074 | 03:10:31   | ringvormig   | centraal | 137      | 0.984       | 01m57s        | Azië, Indië, Australië, Nieuw-Zeeland               | Thailand, Cambodia, Vietnam, Filipijnen                                             |
| 16 jan. 2075 | 18:36:03   | totaal       | centraal | 142      | 1.031       | 02m42s        | Nieuw-Zeeland, Zuid-Amerika, zuidpoolgebied         | Chili, Argentinië, Paraguay, Brazilië                                               |
| 13 juli 2075 | 06:05:43   | ringvormig   | centraal | 147      | 0.947       | 04m45s        | Europa, Azië, Afrika, Noordelijk Noord-Amerika      | s Europa, Rusland                                                                   |
| 6 jan. 2076  | 10:07:27   | totaal       | centraal | 152      | 1.034       | 01m49s        | zuidpoolgebied, Australië, Zuid-Amerika             | zuidpoolgebied                                                                      |
| 1 juni 2076  | 17:31:21   | gedeeltelijk |          | 119      | 0.290       | -             | Zuid-Amerika, zuidpoolgebied                        |                                                                                     |
| 1 juli 2076  | 06:50:43   | gedeeltelijk |          | 157      | 0.275       | -             | Rusland, Noord-Amerika                              |                                                                                     |
| 26 nov. 2076 | 11:43:00   | gedeeltelijk |          | 124      | 0.731       | -             | Afrika, Europa, Westelijk Azië                      |                                                                                     |
| 22 mei 2077  | 02:46:04   | totaal       | centraal | 129      | 1.029       | 02m54s        | Indië, Australië, Nieuw-Zeeland, zuidpoolgebied     | Australië                                                                           |
| 15 nov. 2077 | 17:07:55   | ringvormig   | centraal | 134      | 0.937       | 07m54s        | Noord-Amerika, Zuid-Amerika                         | VS, Carribean, Colombia, Venezuela, Brazilië, Guyana, Suriname, French Guiana       |
| 11 mei 2078  | 17:56:54   | totaal       | centraal | 139      | 1.070       | 05m40s        | Noord-Amerika, Zuid-Amerika                         | Mexico, VS                                                                          |
| 4 nov. 2078  | 16:55:44   | ringvormig   | centraal | 144      | 0.926       | 08m29s        | Noord-Amerika, Zuid-Amerika, zuidpoolgebied         | Chili, Argentinië                                                                   |
| 1 mei 2079   | 10:50:12   | totaal       | centraal | 149      | 1.051       | 02m55s        | w Noord-Amerika, Zuid-Amerika, Europa, Afrika, Azië | VS, Canada, Groenland                                                               |
| 24 okt. 2079 | 18:11:21   | ringvormig   | centraal | 154      | 0.948       | 03m39s        | zuidpoolgebied, Nieuw-Zeeland, Zuid-Amerika         | zuidpoolgebied, Nieuw-Zeeland                                                       |
| 21 mrt. 2080 | 12:20:15   | gedeeltelijk |          | 121      | 0.873       | -             | zuidpoolgebied, Afrika                              |                                                                                     |
| 13 sep. 2080 | 16:38:08   | gedeeltelijk |          | 126      | 0.874       | -             | Noord-Amerika, Europa, Afrika                       |                                                                                     |

### Legenda
| Kolomhoofd                         | Uitleg                                                                                                |
| ---------------------------------- | --- |
| Datum                              | Datum op het moment van het maximum van de eclips                                                     |
| UTC op Max                         | Tijd in UTC op het moment van het maximum van de eclips                                               |
| Type                               | Type van de eclips                                                                                    |
| Stijl                              | Binnen een type zijn verschillende stijlen mogelijk                                                   |
| Sarosnr                            | Het nr van de sarosreeks waartoe de eclips behoort                                                    |
| Magnitude                          | Percentage van verduistering van de middellijn van de zon op het moment van het maximum van de eclips |
| Lengte op Max                      | Tijdsduur van de eclips op de plek met het maximum                                                    |
| Regio's in het gehele eclipsgebied | Gebieden waar de eclips of een gedeelte ervan te zien is                                              |
| Landen met het eclipspad           | Landen waar de eclips totaal of ringvormig te zien is                                                 |